# Tramayes
Tramayes település Franciaországban, Saône-et-Loire megyében. Lakosainak száma 1067 fő (2022. január 1.). Tramayes Saint-Point, Cenves, Germolles-sur-Grosne, Saint-Léger-sous-la-Bussière, Serrières, Navour-sur-Grosne és Deux-Grosnes községekkel határos.

## Népesség
A település népessége az elmúlt években az alábbi módon változott:
| Lakosok száma | 1015 | 1034 | 1066 | 1056 | 1060 | 1056 | 1062 | 1065 | 1067 |
|               | 2013 | 2015 | 2016 | 2017 | 2018 | 2019 | 2020 | 2021 | 2022 |